# MPHOSPH10
MPHOSPH10‏ (M-phase phosphoprotein 10) هوَ بروتين يُشَفر بواسطة جين MPHOSPH10 في الإنسان.